# Karl Gall
Karl Gall, född 27 oktober 1903 i Wien, död 13 juni 1939 i Ramsey, Isle of Man, var en österrikisk motorcykelförare.
Gall debuterade i sin födelsestad 1924 och vann bland annat Österrikes TT klass A 1925. Han tillhörde från 1927 BMW:s fabrikslag och hade sitt framgångsrikaste år 1937, då han vann C-klassen i Eilenriedeloppet, Eifelloppet och Tysklands GP samt blev tysk mästare. Gall, som 1935 i Avusloppet knappt blev slagen av svensken Ragge Sunnqvist, startade 1936 och 1937 i Sveriges GP och blev båda
gångerna tvåa efter märkeskamraten Otto Ley. Gall, som vid flera tillfällen genom kullkörningar tvingats till långa pauser i tävlandet, råkade vid träningen för Isle of Man TT 1939 ut för en olycka och dog efter några dagar.